# Lloc històric nacional del Grand-Pré
El lloc històric nacional del Grand-Pré (oficialment en francès: Lieu historique national du Canada de Grand-Pré), està inscrit a la llista del Patrimoni de la Humanitat de la UNESCO des del 2012.
Fundada el 1682, Grand-Pré es va convertir ràpidament en la ciutat principal d'Acàdia. Destruïda el 1704, va caure en mans dels britànics el 1713, Grand-Pré va ser una víctima de la lluita pel control d'Amèrica del Nord. El poble va tornar breument sota control francès després de la batalla de Grand-Pré el 1747. La població va ser deportada pels anglesos a la tardor de 1755.